# Јужна риба (сазвежђе)
Јужна риба (лат. Piscis Austrinus) је једно од 88 модерних и 48 оригиналних Птолемејевих сазвежђа. У древном Египту је сматрано да представља рибу која је спасила богињу Изиду. Повезује се и са сазвежђем Рибе, у смислу да Рибе представљају потомство Јужне рибе. На сликама се често приказује како пије воду која тече из врча Водолије.
Овом сазвежђу су припадале и звезде које је холандски астроном Петар Планције у 16. веку издвојио у сазвежђа Ждрал и Микроскоп.

## Порекло назива
Назив Јужна риба потиче из вавилонског сазвежђа једноставно познатог као Риба (MUL.KU). Професор астрономије Брадли Шефер је предложио да су древни посматрачи могли да виде ово сазвежђе јужније као Ми Јужна Риба да би дефинисали образац који је изгледао као риба. Заједно са орлом Аквилом, враном Корвусом и воденом змијом Хидром, Јужна риба је представљена старим Грцима око 500. године пре нове ере; сазвежђа су означавала летњи, односно зимски солстициј.

## Звезде
Најсјајнија звезда овог сазвежђа је алфа Јужне рибе (Фомалхаут, „уста кита“) — звезда А класе са главног низа. Са магнитудом 1,16, Фомалхаут је 18. најсјајнија звезда на небу. Припада Касторовој групи зведа, заједно са Кастором, Вегом и 13 других звезда. У орбити око Фомалхаута се налази прва екстрасоларна планета снимљена у визуелном делу спектра. Налази се на 25 светлосних година од Земље.
На удаљености од једне светлосне године од Фомалхаута и 24,9 светлосних година од Сунца, налази се променљива звезда  Јужне рибе која такође припада Касторовој групи звезда а могуће је да је и гравитационо повезана са Фомалхаутом. 

## Објекти дубоког неба
У Јужној риби се од објеката дубоког неба налазе само различите, релативно слабе галаксије, укључујући спиралне галаксије NGC 7314, NGC 7172, NGC 7130 и NGC 7214.